# Bay Terrace (Queens)
Bay Terrace est un quartier de New York situé dans l'arrondissement du Queens. Bay Terrace surplombe l’East River et les approches du pont de Throgs Neck depuis l’autoroute Clearview et la promenade Cross Island. Il est délimité à l’ouest par l’autoroute Clearview, au sud par les 26e et 28e avenues, à l’est par Little Neck Bay et au nord par l’East River.

## Histoire
En 1639, le gouverneur néerlandais Willem Kieft (1597-1647) achète aux Montauks le terrain qui englobe aujourd’hui le comté de Queens. William Lawrence (1622-1680), qui a servi comme magistrat sous les administrations néerlandaise et anglaise, s’est vu accorder par le roi Charles II une parcelle de terre en 1645 qui comprenait une grande partie de ce qui est aujourd’hui Bayside, en plus de College Point, Whitestone et Fort Totten. 
Bayside s'est développé en passant d’une communauté agricole à une banlieue, lorsque le North Shore Railroad a été prolongé en 1866. Au cours des décennies suivantes, la Bayside Land Association a acheté des fermes pour les développer. Bay Terrace, à l’origine incluse dans les limites de Bayside, est restée composée de fermes et de grands domaines jusque dans les années 1950.
La construction d’immeubles d’appartements et d’appartements avec jardin de la Bay Terrace Coopérative dans les années 1950, ainsi que le développement du centre commercial Bay Terrace, ont donné au secteur sa propre identité. Dans les années 1960, Bay Terrace devient le quartier résidentiel aisé du nord du Queens.